# Agrochola consueta
Agrochola consueta là một loài bướm đêm trong họ Noctuidae.